# 马廷新杀人冤案
马廷新杀人冤案，“又称5·30惨案”、“河南5·30灭门案”是一起已平反的中华人民共和国冤假错案。根据法庭记录，本案当事人被错误认定为一起发生在2002年发生的一起灭门命案的凶手。在对本案的司法审判和媒体报道中，揭露了中国警方与一名被指定为“狱侦耳目”的牢头狱霸袁连芳合作对当事人进行刑讯逼供并造成严重后果的事实。2008年，本案当事人马廷新在被非法逮捕并羁押5年之后最终被确定无罪释放。本案也导致中国司法实践中长期存在的“疑罪从轻”的错误做法受到广泛质疑，其判决被认为是推动“疑罪从无”原则实践的重要标志。

## 事件经过
2002年5月30日晚10点左右，河南省浚县黎阳镇东马村发生一起杀人案。村民陈连荣及其7岁的儿子马昂、4岁的女儿马萌在家中被杀，凶徒手段残忍。事发后，浚县公安局局长于成立此案专案组时曾“立下军令状”，声称“3个月内必破此案”。
在本案侦办过程中，警方通过使用测谎仪来对马廷新在内的几名怀疑对象进行筛查，并在测谎仪操作者，中国人民公安大学教授武伯欣的指认下将马廷新抓捕。随后，警方认为马廷新的父亲和死者陈连荣有过矛盾，而马廷新本人亦曾在两年前和死者陈连荣的丈夫马彦胜有过争执，认定马廷新有重大作案嫌疑。随后，警方又认为现场发现的穿袜足迹和马廷新吻合，并以此对马提出检控。

### 一审无罪，检察院提起抗诉
2004年7月23日，鹤壁市中级人民法院认为检方提供的证据不足，一审判决马廷新无罪。随后，鹤壁市人民检察院向河南省高级人民法院对此判决提起抗诉。

### 证据疑点和刑讯逼供
在河南省高级人民法院对此案的审理期间，马廷新及其代理人张明勇律师提出本案涉及二十七个关键疑点，涵盖足迹鉴定不一致、尸检报告中的刀尖与凶器材质不符、现场缺少完整的足迹和手印证据、受害人与凶手搏斗中缺乏凶手DNA证据、血型不符、现场发现的钱款去向不明、尸检报告与现场血迹不符、血袜印与院子中鞋印的矛盾、案发现场与被告人供述不符、足迹鉴定的科学性质疑、以及现场勘查与物证处理的多处问题等。这些疑点涉及案件的各个方面，从技术鉴定到现场勘查，从被告人供述到证据收集，均存在无法解释或难以排除的问题。
同时，马廷新和代理人指出，本案是一起由公安机关刑讯逼供导致的冤案。马廷新在律师会见时透露，自己遭受了公安人员难以想象的刑讯逼供，包括吊挂、禁食、禁水、睡眠剥夺等非人折磨，以及使用“上墙”（将马廷新的两只手用膨胀螺丝固定在墙上，脖子上套一根铁丝固定在地上的一个膨胀螺丝上）、“上绳”、“上夹棍”（用筷子夹在手指中间，然后用绳子绑紧）、“骑马”（从屋梁上吊根铁丝让他跨在上边，公安人员用手拉铁丝，不超过三次就会晕死过去）和火机烧胡子等残忍手段逼供。在逼供期间，马廷新困了就被办案人员用报纸卷成圆筒往嗓子里吹辣椒面、晕了就用夹子压人中穴。
在这次审理的辩护书中还指出：鹤壁市公安局警察张宇军（后提拔为浚县公安局副局长）将马廷新带到市公安局院内，让他脱掉鞋光脚站在雪地内，要求他用体温将脚下的血暖化后再换一个地方继续暖。据马廷新回忆，当时他只穿着一件毛衣，而穿着棉大衣的张宇军却对马廷新说:“马廷新今天你就是一块铁我也要把你熔化了，你看看是市局的水平高还是县局的水平高，我收拾你还看不见伤，不像县局把你弄出血了”。在庭审期间，马廷新还展示了警方对其刑讯逼供造成的外伤痕迹。
此外，公安人员还通过威胁家人，包括将其妻子和未成年儿子非法带至看守所进行恐吓，施加心理压力，迫使马廷新做出假认罪的供述。在看守所内，马廷新被安排与一名叫袁连芳的犯人同住。袁连芳使用暴力手段强迫他认罪，并教授作案细节，甚至代写“自首书”。面对身体和精神的双重折磨，马廷新在极端压力下作出了违心的供述。他表示，面对死亡和刑讯逼供的选择，他宁愿选择死亡，但又担心自己的冤案永远无法昭雪，真凶逍遥法外。
同时，在案件调查初期曾有6人为马廷新提供了不在场证明，声称案发当晚他们一直在鸡场打牌，马廷新没有作案的机会。随后，这些证人被公安逐一传唤并刑事拘留，有的人甚至被拘留了超过40天。办案人员通过威胁和诱导等手段对几位证人施加压力，直至他们不情愿地提供了办案人员所需的证词，即“记不清楚马廷新是否有离开过现场”。然而，公安机关并没有提供当时对这些证人进行调查的记录。
河南省高级人民法院于2006年8月22日裁定撤销鹤壁市中级人民法院的一审判决，发回重审。

### 再审无罪，检察院再次抗诉
2007年3月20日，鹤壁市中级人民法院做出(2006)鹤刑初字第23号判决，再次认定马廷新无罪。随后鹤壁市人民检察院再次提起抗诉。
2008年3月29日，河南省高级人民法院裁定做出了如下裁定：“本院在审理过程中，河南省人民检察院认为抗诉不当，向本院撤回抗诉。法院裁定：准许河南省人民检察院撤回抗诉；驳回上诉人的上诉”。同年4月17日，马廷新在看守所收到了鹤壁市看守所签发的释放证明书。

## 相关案件
本案中，涉嫌与警方合作对当事人马廷新进行暴力逼供的牢头狱霸袁连芳亦被发现曾被警方跨省调到其他羁押机构，并在张氏叔侄冤案中同样以“狱侦耳目”身份对当事人进行暴力逼供诱供，造成两名被害人被错误判处死刑并被错误关押十年才得以被宣告无罪释放的严重后果。张氏叔侄案的当事人正是看到关于本案的电视报道才发现对其进行暴力逼供诱供的牢头狱霸竟是同一人，这也成为张氏叔侄案平反的契机之一。
本案中以测谎仪结果指控当事人马廷新杀人的中国人民公安大学教授武伯欣还曾在类似情况下凭机器测谎结果错误指认了钟祥贺集二中投毒案四名当事人。

## 相关人物
- 武伯欣

中国人民公安大学教授，其对当事人的测谎结果直接造成本案当事人和“钟祥贺集二中投毒案”的四名当事人被错误逮捕羁押。
- 袁连芳

牢头狱霸，系同中国警方合作的“狱侦耳目”。还参与制造了张氏叔侄冤案。
- 朱明勇

本案当事人的辩护律师。他还曾在张氏叔侄冤案中替当事人辩护。